# Szone
Szone – miasto w Etiopii, w regionie Narodów, Narodowości i Ludów Południa. Według danych szacunkowych na rok 2015 liczyło 29 800 mieszkańców.